# Deleitosa
Deleitosa est une commune de la province de Cáceres dans la communauté autonome d'Estrémadure, en Espagne.

## Géographie

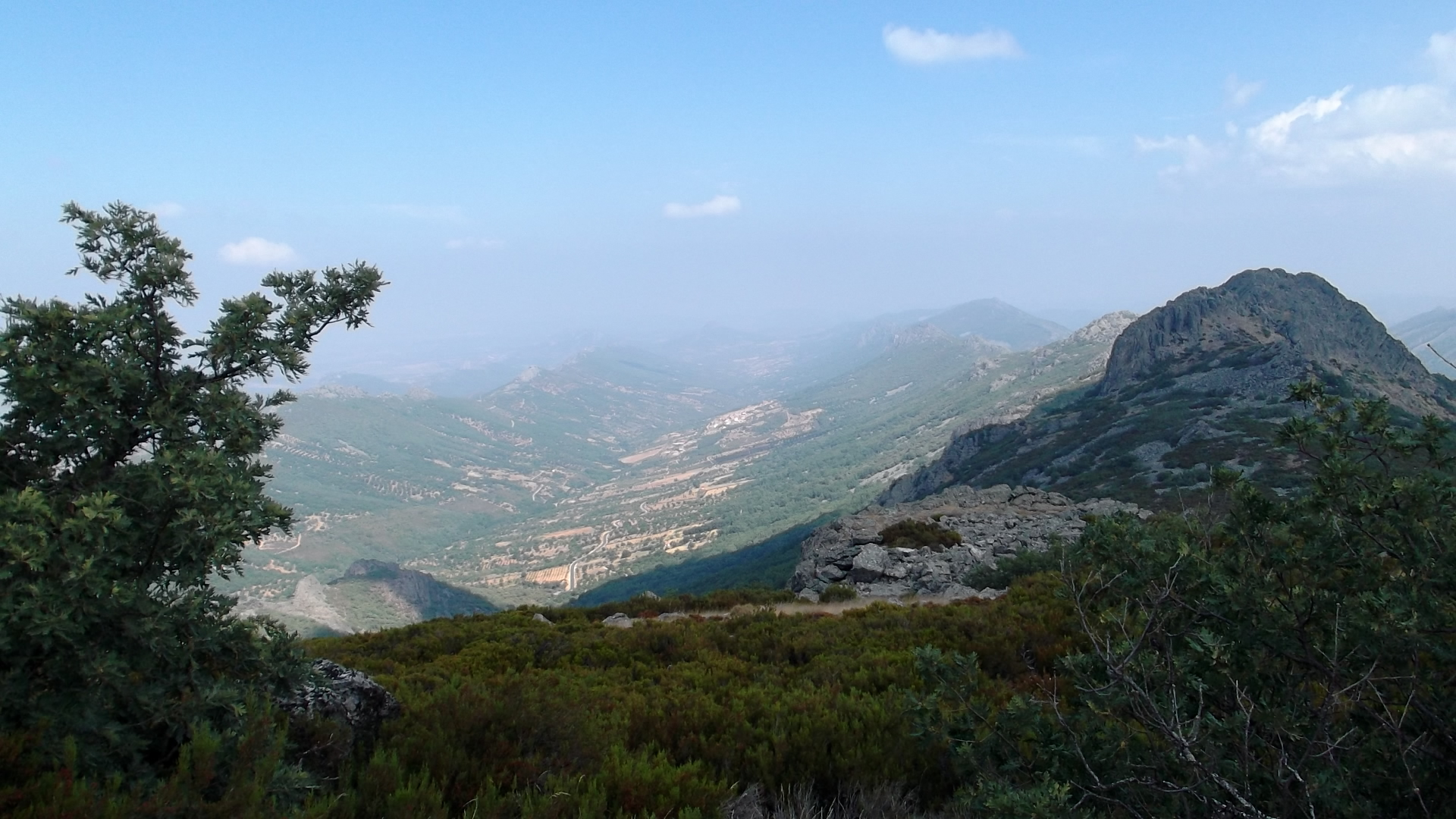
Paysage aux alentours.

## Culture et patrimoine
Ce village a fait l'objet d'un reportage par Eugene Smith, publié en avril 1951 par Life Magazine.